# Espacio de Cauchy
En topología general y análisis matemático, un espacio de Cauchy es una generalización de los conceptos de espacio métrico y de espacio uniforme para la que la noción de convergencia de Cauchy todavía tiene sentido. Los espacios de Cauchy fueron introducidos por H. H. Keller en 1968, como una herramienta axiomática derivada de la idea de un espacio uniforme, para estudiar la completitud en espacios topológicos. La categoría de los espacios de Cauchy y las aplicaciones continuas de Cauchy es cerrada y contiene la categoría de espacio de proximidad.

## Definición
En todo momento, {\displaystyle X} es un conjunto, {\displaystyle \wp (X)} denota el conjunto potencia de {\displaystyle X,} y se supone que todos los filtros son propios/no degenerados (es decir, un filtro no puede contener el conjunto vacío).
Un espacio de Cauchy es un par {\displaystyle (X,C)} que consta de un conjunto {\displaystyle X} junto con una familia {\displaystyle C\subseteq \wp (\wp (X))} de filtros (propios) en {\displaystyle X} que tienen todas las siguientes propiedades:
1. Para cada {\displaystyle x\in X,}, el ultrafiltro discreto en {\displaystyle x,} denotado por {\displaystyle U(x),} está en {\displaystyle C.}
2. Si {\displaystyle F\in C,} {\displaystyle G} es un filtro propio y {\displaystyle F} es un subconjunto de {\displaystyle G,} entonces {\displaystyle G\in C.}
3. Si {\displaystyle F,G\in C} y si cada miembro de {\displaystyle F} cruza a cada miembro de {\displaystyle G,} entonces {\displaystyle F\cap G\in C.}

Un elemento de {\displaystyle C} se denomina filtro de Cauchy, y una aplicación {\displaystyle f} entre los espacios de Cauchy {\displaystyle (X,C)} y {\displaystyle (Y,D)} es continua de Cauchy si {\displaystyle \uparrow f(C)\subseteq D}; es decir, la imagen de cada filtro de Cauchy en {\displaystyle X} es una base de filtros de Cauchy en {\displaystyle Y.}

## Propiedades y definiciones
Cualquier espacio de Cauchy también es un espacio de convergencia, donde un filtro {\displaystyle F} converge a {\displaystyle x} si {\displaystyle F\cap U(x)} es de Cauchy. En particular, un espacio de Cauchy lleva asociada una topología natural.

## Ejemplos
- Cualquier espacio uniforme (por lo tanto, cualquier espacio métrico, espacio vectorial topológico o grupo topológico) es un espacio de Cauchy (véase espacio uniforme para obtener definiciones).
- Un grupo ordenado en retículo conlleva una estructura de Cauchy natural.
- Cualquier conjunto directo {\displaystyle A} puede convertirse en un espacio de Cauchy declarando que un filtro {\displaystyle F} sea de Cauchy si, cualquier elemento {\displaystyle n\in A,} un elemento {\displaystyle U\in F} tal que {\displaystyle U} sea un conjunto unitario o un subconjunto de la cola {\displaystyle \{m:m\geq n\}.} Entonces, dado cualquier otro espacio de Cauchy {\displaystyle X,} Las funciones continuas de Cauchy de {\displaystyle A} a {\displaystyle X} son los mismos que las redes en {\displaystyle X} indexadas por {\displaystyle A.}. Si {\displaystyle X} es completo, entonces dicha función puede extenderse hasta completar {\displaystyle A,} que puede escribirse {\displaystyle A\cup \{\infty \},} el valor de la extensión en {\displaystyle \infty } será el límite de la red. En el caso de que {\displaystyle A} sea el conjunto {\displaystyle \{1,2,3,\ldots \}} de los números naturales (de modo que una red de Cauchy indexada por {\displaystyle A} sea la misma que una sucesión de Cauchy), entonces {\displaystyle A} recibe la misma estructura de Cauchy que el espacio métrico {\displaystyle \{1,1/2,1/3,\ldots \}.}

## Categoría de espacios de Cauchy
La noción natural de morfismo entre espacios de Cauchy es la de función continua de Cauchy, un concepto que se había estudiado anteriormente para espacios uniformes.